# Margarete Haimberger-Tanzer
Margarete Charlotte Haimberger-Tanzer (* 25. Mai 1916 in Wien als Margarete Eisenstädter; † 1987) war eine österreichische Juristin, Staatsanwältin und Richterin. Haimberger-Tanzer war die erste Frau, die an einem Gericht der Republik Österreich als Strafrichterin tätig wurde, und eine der ersten Richterinnen überhaupt in der österreichischen Rechtsgeschichte.

## Herkunft, Ausbildung und Privatleben
Margarete Haimberger wurde als Tochter des k.k. Hof- und Gerichtsadvokaten Gustav Eisenstädter und dessen Frau Margarete im Wiener Gemeindebezirk Währing geboren, wo sie auch aufwuchs. Sie besuchte das Realgymnasium in Wien und begann im Jahr 1936 an der Rechtswissenschaftlichen Fakultät der Universität Wien das Studium der Rechtswissenschaften. Nach dem Anschluss Österreichs an das nationalsozialistische Deutsche Reich 1938 wurde sie als „Mischling 1. Grades“ eingestuft. Sie konnte zwar zunächst ihr Studium bis auf jederzeitigen Widerruf noch fortsetzen, musste aber mit Beginn des 1. Trimesters 1940, ihrem 7. Studiensemester, ein Gesuch an das Reichserziehungsministerium in Berlin um Studienzulassung stellen. Dieses entschied am 9. Mai 1940, ihr die Fortführung des Studiums nicht zu gewähren und schloss sie damit vom Studium aus. Das Studium beenden konnte Margarete Haimberger daher erst nach dem Ende des Nationalsozialismus in Österreich. Sie schrieb eine Dissertation zum strafrechtlichen Thema Belings Fahrlässigkeitsformen und der Fahrzulässigkeitsbegriff nach Beling und promovierte damit bei den Professoren Roland Graßberger und Alexander Hold-Ferneck zum Doktor der Rechte.
Margarete Haimberger war zweimal verheiratet: Zunächst heiratete sie Kurt Tanzer. Nach dessen Tod im Jahr 1955 heiratete sie Georg Haimberger. Sie war Mutter von zwei Söhnen. Ihr 1939 geborener Sohn Hardy Eisenstädter wurde später Brigadier im Bundesministerium für Landesverteidigung, der 1949 geborene Michael Tanzer wurde außerordentlicher Universitätsprofessor für Finanzrecht an der Rechtswissenschaftlichen Fakultät der Universität Wien.

## Beruflicher Werdegang
Direkt im Anschluss an den Studienabschluss begann Margarete Haimberger die Gerichtspraxis, wobei sich ihr Interesse für das Strafrecht vertiefte. Sie war zunächst als Rechtsanwaltsanwärterin für die Staatsanwaltschaft am Jugendgerichtshof tätig, ehe sie 1947 als erst dritte Frau überhaupt in den richterlichen Vorbereitungsdienst bei der Staatsanwaltschaft am Landesgericht für Strafsachen Wien als Richteramtsanwärterin übernommen wurde. In beiden Tätigkeiten durfte sie zunächst nicht, wie für andere Rechtsanwalts- und Richteramtsanwärter zu dieser Zeit wegen des herrschenden Personalmangels üblich, als Sitzungsvertreter fungieren. Als Begründung wurde ihr genannt, dass sie bei den Sitzungen den Talar zu tragen habe, was eine Frau eben nicht könne. Ab September 1946 am Jugendgerichtshof bzw. ab Frühjahr 1947 am Landesgericht für Strafsachen durfte Haimberger doch als Sitzungsvertreterin der Staatsanwaltschaft auftreten, nachdem sie sich über diesen Zustand beim Justizminister, dem Oberstaatsanwalt und dem Leitenden Staatsanwalt beschwert hatte.
Schließlich wurde Margarete Haimberger im Jahr 1950 als erste Frau zur Strafrichterin ernannt und dabei zunächst ans Bezirksgericht Bad Ischl versetzt. Ein Jahr später kehrte sie wieder ans Wiener Landesgericht für Strafsachen zurück, wo sie zunächst Untersuchungsrichterin wurde und im Jahr 1956 als erste Frau den Vorsitz in einer Schöffenverhandlung führte. Im Jahr 1963 kehrte Margarete Tanzer zur Staatsanwaltschaft Wien zurück, wo sie zur Ersten Staatsanwältin ernannt und 1965 zur Gruppenleiterin befördert wurde. In weiterer Folge wurde sie leitende Staatsanwältin der Staatsanwaltschaft Wien und zuletzt im Jahr 1976 Vizepräsidentin des Landesgerichts für Strafsachen Wien. Sie engagierte sich politisch für die gesetzliche Verankerung des Tierschutzes, in Frauenfragen und trat als Befürworterin der Fristenlösung bei Schwangerschaftsabbrüchen auf. Im Jahre 1974 wurde ihr der Berufstitel Hofrat verliehen.

## Publikationen
- Margarete Haimberger: Die Juristin in der Strafrechtspflege. In: Bundesministerium für Justiz (Hrsg.): Die Juristin in der Justiz. Tagung des Bundesministeriums für Justiz am 29. und 30. Oktober 1968 in der Justizschule Schwechat. 1968, S. 39–47.